# Publij Kvintilij Var
Publij Kvintilij Var (latinsko Publius Quintilius Varus), rimski politik in general cesarja Avgusta, poznan je predvsem po katastrofalnem porazu v bitki z germanskim generalom Arminijem v Tevtoburškem gozdu, kjer je izgubil tri legije in svoje življenje, * 46 pr. n. št, Cremona, Rimska republika, † 9 n. št., Tevtoburški gozd, Germanija.

## Življenjepis
Rojen je bil v osiromašeni in nepomembni aristokratski družini. Njegov stari oče po očetovi strani je bil senator Sekst Kvintilij Var. Mati je bila hčerka iz prvega zakona konzula Gaja Klavdija Marcela Mlajšega. Oče je bil senator Sekst Kvintilij Var, ki je bil v državljanski vojni proti Juliju Cezarju na strani konzervativnih republikancev. Sekst je preživel njihov poraz, ni pa znano, ali je bil vpleten v Cezarjev umor. Po bitki pri Filipu leta 42 pr. n. št. je naredil samomor.
Var je v nasprotju z očetom postal pristaš Cezarjevega naslednika  Oktavijana, kasnejšega cesarja Avgusta.  Okoli leta 14 pr. n. št. se je poročil z Vipsanijo Marcelo, hčerko Marka Vipsanija Agripa in Klavdije Marcele Starejše in postal Agripov in Avgustov osebni prijatelj. Vipsanija Avgusta je bila Avgustova pranečakinja. Ko je Agripa umrl, je bil Var tisti, ki je imel njegov pogrebni govor. Varova politična kariera se je okrepila in njegov cursus honorum se je končal že leta 13 pr. n. št., ko je bil s 33 leti izvoljen za mlajšega konzula Avgustovega posinovljenca in kasnejšega cesarja Tiberija.

### Politična kariera
Po prenehanju konzulskega mandata je bil leta 9 in 8  pr. n. št. guverner province Afrike, potem pa guverner Sirije, kjer je poveljeval štirim legijam. V Siriji je bil poznan po svojem  krutem vladanju in visokih davkih. Judovski zgodovinar Jožef Flavij omenja njegovo naglo ukrepanje v mesijanskem uporu v Judeji po smrti vazalnega kralja Heroda Velikega leta 4 pr. n. št.. Po zatrtju upora in osvojitvi Jeruzalema je križal 2.000 judovskih upornikov in postal eden od glavnih vzrokov za splošno protirimsko  razpoloženje v Judeji. Jožef Flavij je poskušal njegovo ravnanje relativizirati, Judje pa so iz protesta prenehali kupovati rimsko lončenino.
Po končani guvernaturi v Siriji se je vrnil v Rim in ostal tam naslednih nekaj let. Po smrti svoje prve žene se je poročil s Klavdijo Pulhro, hčerko Klavdija Marcela Mlajšega. Žena je bila pranečakinja cesarja Avgusta, kar kaže, da mu je bil cesar še vedno politično naklonjen. Z njo je imel sina Kvintilija Vara.
V prvih letih 1. stoletja so Tiberij, njegov brat Neron Klavdij Druz in Germanik izvedli dolg vojni pohod v Germanijo, na ozemlje severno od Donave in vzhodno od Rena. Njihov cilj je bil širjenje Rimskega cesarstva na sever Evrope in skrajšanje mejne črte cesarstva. Podjarmili so več germanskih plemen, med njimi tudi Heruske. Leta 7 so Germanijo razglasili za mirno in za njenega guvernerja imenovali Kvintilija Vara. Tiberij je z legijami zapustil Germanijo in se odpravil v Ilirik, kjer je izbruhnila velika ilirska vstaja.

### Bitka v Tevtoburškem gozdu
Leta 9 je bil Var s svojo XVII., XVIII. in XIX. legijo nekje ob reki Weser, kjer je od svojega zaupnika in poveljnika pomožne konjeniške enote Arminija izvedel za upor Germanov ob Renu. Arminijev tast Segest je Vara opozoril, da gre za prevaro, vendar mu Var ni verjel. Odpravil se je na pohod proti upornikom in tako slabo razporedil svoje legije, da je bila njihova udarna moč minimalna, Germani pa so lahko dobro izkoristili vse svoje prednosti. Arminij in Heruski so Varu ob pomoči svojih zaveznikov v Tevtoburškem gozdu pripravili zasedo, v katero je septembra leta 9 padla cela rimska vojska.
Na gozdnatem in močvirnem terenu je bilo manevriranje rimske pehote skoraj nemogoče, kar je germanskim vojščakom omogočilo, da so popolnoma uničili vse tri legije. Zadnje borbe so potekale tretji dan bitke na hribu Kalkriese severno od Osnabrücka. Poročila o bitki so zaradi popolnega poraza Rimljanov zelo skopa. Eno od poročil pravi, da je del rimske konjenice zapustil pehoto in pobegnil proti Renu, vendar so jih Germani dohiteli in pobili. Nekaj ujetih rimskih vojakov so zaprli v pletene kletke in jih žive sežgali. Druge so zasužnjili ali zanje zahtevali dokupnino. Tacit poroča, da so Germani ujete častnike žrtvovali svojim bogovom na oltarjih, ki so bili nekaj let kasneje še vidni. Var je v brezupnem položaju naredil samomor.  Arminij je njegovo glavo kot darilo poslal markomanskemu kralju Marbodu s ponudbo za protirimsko zvezo. Marbod je poudbo odklonil in poslal Varovo glavo v Rim, da bi jo pokopali. 
Rimljani so kasneje ponovno osvojili izgubljene legijske prapore (orle): prva dva leta 15 in 16, tretjega pa leta 42. Rimljanom po bitki nikoli ni uspelo vzpostaviti svoje oblasti v severni Germaniji in so svoje legije umaknili na lahko branljivi reki Ren in Donavo.
Sramota zaradi poraza je bila tako velika, da XVII., XVIII. in XIX. legije niso obnovili in se niso nikoli več pojavile na bojišču. Bitka je močno vplivala tudi na Avgusta in mu zagrenila zadnja leta vladanja. Svetonij piše, da je Avgust, ko je izvedel za katastrofalen poraz, trgal svoja oblačila, se nekaj mesecev ni strigel in pogosto vzdihnil: "Quintili Vare, legiones redde!" (Kvintilij Var, vrni mi moje legije!). Gibbon opisuje Avgustovo reakcijo na poraz kot enega od redkih trenutkov, ko je sicer stoični vladar izgubil svojo hladnokrvnost.